# Malawi aux Jeux olympiques
Le Malawi participe aux Jeux olympiques depuis 1972 et a envoyé des athlètes à chaque jeux depuis cette date sauf en 1976 et en 1980 car le Malawi a boycotté ces jeux. Le pays n'a jamais participé aux Jeux d'hiver. 
Le pays n'a jamais remporté de médaille.
Le Comité national olympique du Malawi a été créé en 1968 et a été reconnu par le Comité international olympique (CIO) la même année.